# Henri Frans de Ziel

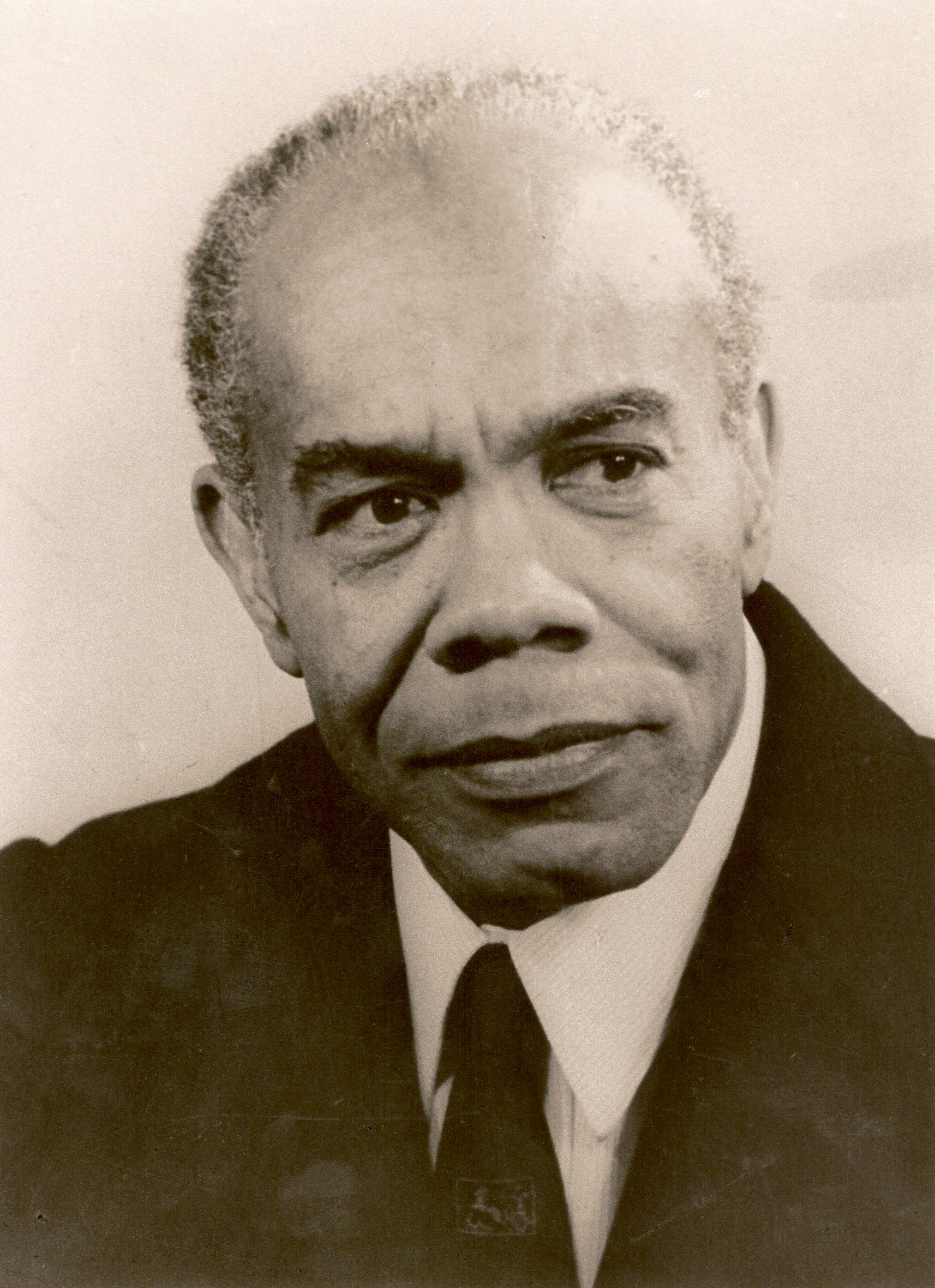
Henri Frans de Ziel

Henri Frans de Ziel (* 15. Januar 1916 in Paramaribo; † 3. Februar 1975 in Haarlem), auch bekannt unter dem Pseudonym Trefossa, war ein surinamischer Dichter, der vor allem in Sranantongo schrieb.

## Leben und Wirken
De Ziel besuchte zunächst die Comeniusschool, eine Grundschule der Herrnhuter Brüdergemeine in Paramaribo. Danach wechselte er in die Graaf von Zinzendorfschool, eine weiterführende Schule. Diese Muloschool, Mittelschule war damals die höchste Schulform in Suriname. Ende August 1934 schloss er seine schulische Ausbildung mit dem Mulodiplom ab.
Nach der Schule folgte ein Kurzstudium mit dem Abschluss als Aushilfslehrer und im Oktober 1936 erhielt er die Befähigungsakte als Lehrer. Danach war er mit Unterbrechungen bis zum Jahre 1953 als Lehrer an verschiedenen Schulen in Suriname tätig.
Zur weiteren Ausbildung und Studium reiste er 1953 in die Niederlande. Drei Jahre später kehrte er mit weiteren Lehrerdiplomen und als Bibliothekar nach Suriname zurück.
Im Jahre 1957 erschien dann sein Gedichtzyklus Troki (Anrede) in Sranantongo mit Gedichten die Trefossa von 1946 bis 1956 geschrieben hatte.
Ein Jahr später schrieb er im Auftrag der surinamischen Regierung den Text Opo Kondreman, die zweite Strophe der Nationalhymne von Suriname.
Unter dem Titel Ala poewema foe Trefossa wurden 1977 in Paramaribo alle Gedichte von Henri Frans de Ziel, alias Trefossa herausgegeben.

## Ehrungen
Im Jahr 2005 wurde ein Grabmonument zu seinen Ehren auf dem Friedhof an der Dr. Sophie Redmondstraat in Paramaribo errichtet.
Eine weitere Ehrung erfolgte im Januar 2012, als eine durch den surinamischen Künstler Erwin de Vries angefertigte Porträtbüste von Henri Frans de Ziel an der Ostseite des Präsidentenpalais enthüllt wurde.

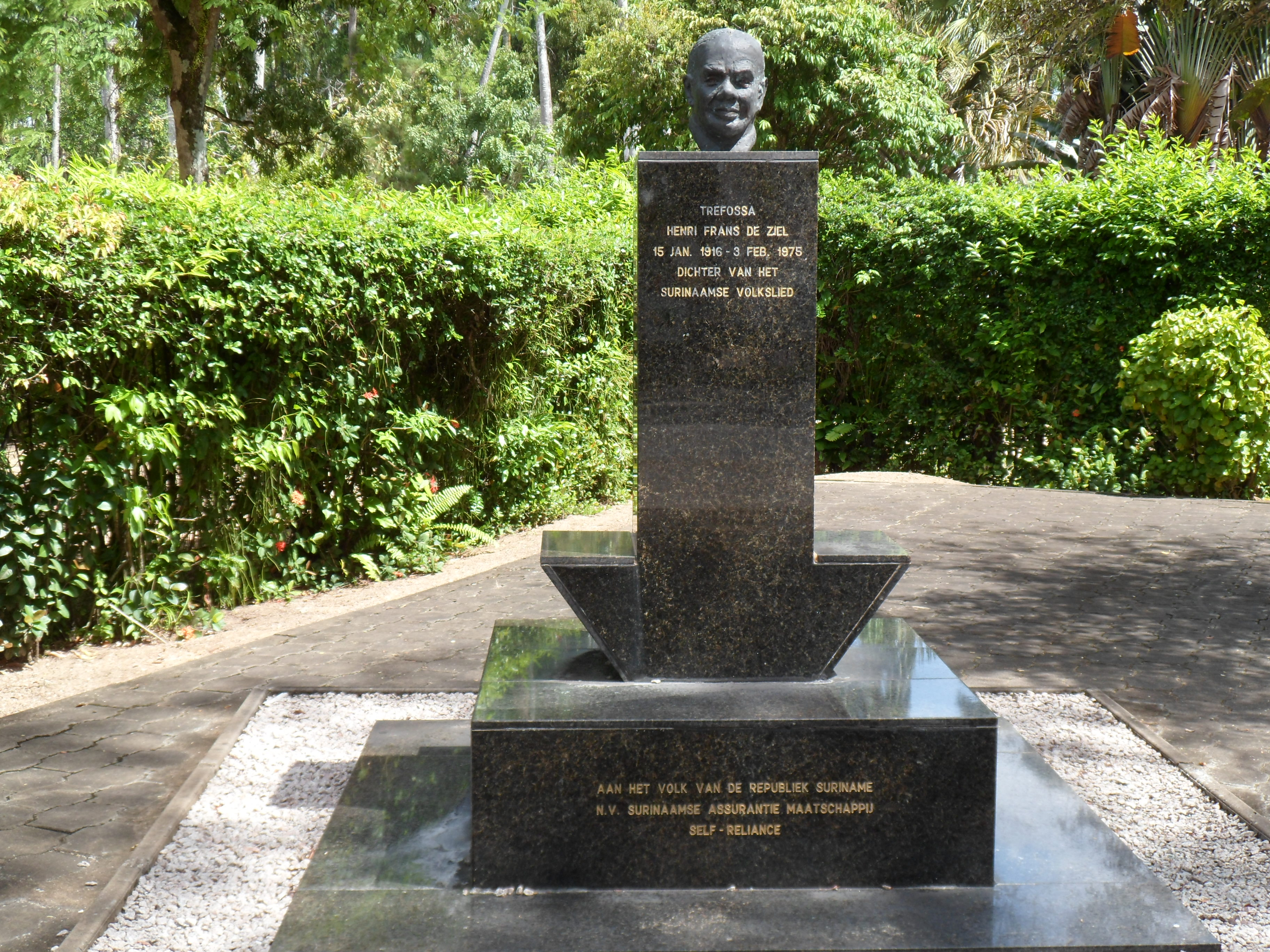
Denkmal von Trefossa